# Georges II de Galicie-Volhynie
Pour les articles homonymes, voir Georges II.
Georges II Boleslas Trojdenowicz (en ukrainien Юрій II Болеслав Тройденович, en polonais Bolesław Jerzy II Trojdenowicz), né en 1308 et décédé le 7 avril 1340 à Volodymyr, est un prince de la maison Piast, fils du duc Trojden Ier de Czersk. Il fut roi de Galicie-Volhynie de 1323 jusqu'à sa mort, appelé Georges II.

## Biographie
Boleslas est le fils aîné de Trojden Ier (mort en 1341), duc de Mazovie à partit de 1310, et de son épouse Marie (morte en 1341), fille du roi Georges Ier de Galicie. Il est donc un arrières petits-fils du duc Conrad Ier de Mazovie.

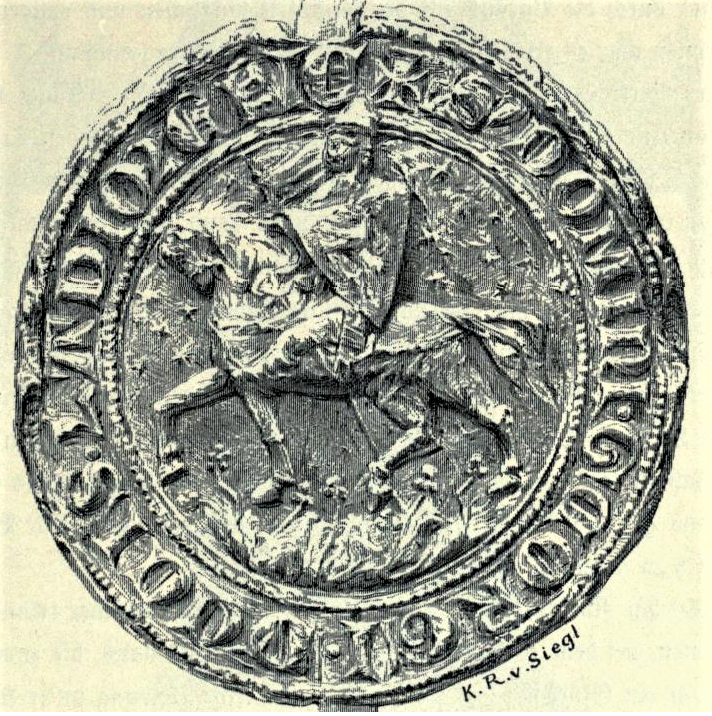
Sceau du prince Georges (1335).

Lorsque la lignée des souverains riourikides issue de Roman de Halicz s’éteint en 1323, à la suite de la mort des deux fils de George Ier, héritiers du trône, qui affrontaient les Tatars, la Rus' de Galicie-Volhynie suscite la convoitise de plusieurs souverains : les rois Ladislas Ier de Pologne et Charles Robert de Hongrie, le duc Trojden Ierde Mazovie et le grand-duc Ghédimin de Lituanie. Ils retiennent la candidature de Boleslas, pensant qu’ils pourront contrôler facilement ce jeune homme de quinze ans. Boleslas, soutenu par l’armée polonaise renforcée par des détachements hongrois, s’empare du trône de Galicie-Volhynie. Il se convertit à l’orthodoxie et prend le nom de Georges II (en polonais : Jerzy II ; en ukrainien : Youri II, Юрій II). Il porte le titre de natus dux et dominus Russiae.
Pendant tout son règne, Georges II doit affronter une importante opposition intérieure ainsi que les Tatars. Il fait face aux menaces en s’appuyant sur le royaume de Pologne. Il essaie aussi, sans succès, d’obtenir le soutien diplomatique de l’État teutonique. Pour sécuriser sa frontière avec le grand-duché de Lituanie, il établit des relations de bon voisinage avec Ghédimin, grâce à l’intermédiaire de son oncle Wacław de Płock. En 1331, Georges II épouse Euphémie de Lituanie, fille de Ghédimin. 
Georges II fait de Volodymyr la capitale de sa principauté. Les boyards de Volhynie lui reprochent d’essayer de réduire leur influence, de favoriser le clergé catholique, de trop protéger les citadins et les étrangers polonais, bohémiens et germaniques.  
En 1338, à Visegrád, Georges II rencontre le roi polonais Casimir III le Grand et Charles Robert de Hongrie, pour obtenir une aide militaire lui permettant d’écraser ses opposants. Georges II désigne Casimir III comme successeur en échange de son appui. Cet accord renforce l'hostilité des boyards à son encontre.                 

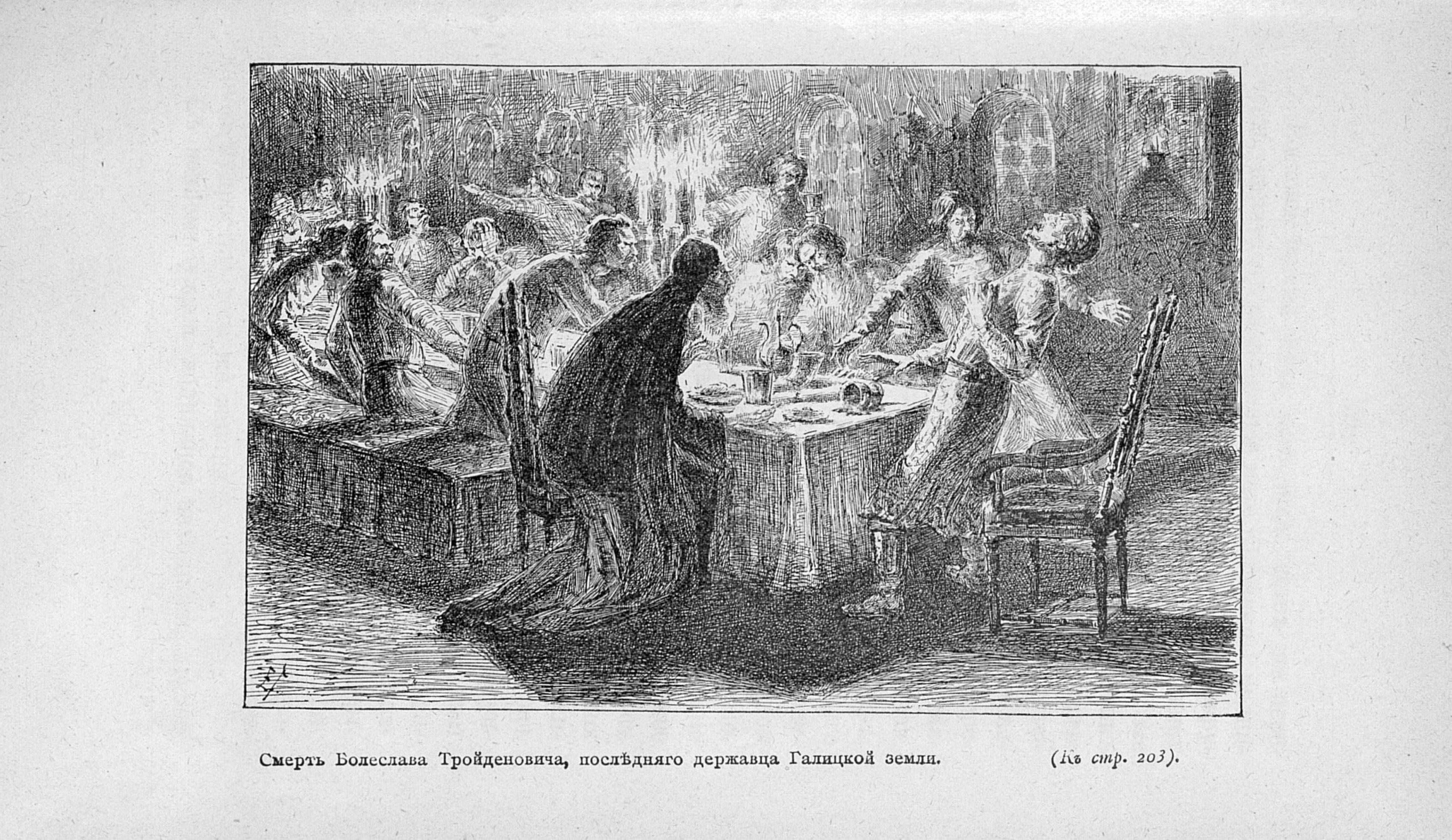
La mort de Georges II Boleslas Trojdenowicz (dessin de 1905).

Le 7 avril 1340, Georges II décède inopinément, empoisonné par des boyards. L’accord de Visegrád permettra à Casimir III le Grand d’annexer la Galicie (« Ruthénie rouge »), la Podolie et un morceau de la Volhynie en 1353.

## Source
- (de) Europäische Stammtafeln Vittorio Klostermann, Gmbh, Francfort-sur-le-Main, 2004  (ISBN 3465032926),  Die Fürsten (Herzoge) von Masowien 1262-1526 des Stammes der Piasten  Volume III Tafel 123.